# Physics Today
Physics Today – czasopismo popularnonaukowe, wydawane przez American Institute of Physics.
Przez ostatnie 60 lat do czasopisma pisali m.in. tacy sławni fizycy jak Albert Einstein, Niels Bohr i Richard Feynman.
Niektóre artykuły są dostępne bezpłatnie na stronie sieciowej czasopisma.